# Roger 1. af Sicilien
Roger 1. (født ca. 1031 , død 22. juni 1101), med tilnavnene Bosso og den store greve, var normannisk greve af Sicilien fra 1071 til 1101. Han var den ottende og yngste søn af Tancred af Hauteville, og han fuldendte Hauteville-slægtens erobring af Syditalien.

## Erobringen af Calabrien og Sicilien
Roger rejste som den sidste af brødrene fra Normandiet til Italien i 1055 (eller kort efter). I 1057 overtog hans bror Robert Guiscard titlen som greve af Apulien og Calabrien, og de to indledte et tæt samarbejde. De var ellers ret forskellige, Robert var udspekuleret og virkede ofte fraværende og arrogant, mens Roger udstrålede livsglæde og havde evnen til at komme overens med alle omkring sig. Begge var de ambitiøse, intelligente og desuden dygtige krigere. Rogers levned er indgående beskrevet af Geoffrey Malaterra, som sammenligner de to med Bibelens Josef (Robert) og Benjamin (Roger). Om Roger siger Malaterra:
| Citat | Han var en ung, smuk mand, høj af statur, og velbygget. Han var veltalende, og hans råd var velovervejede. Han var fremsynet i alle sine planer, og i selskab med andre var han behagelig og fornøjelig. Han var stærk og modig og kæmpede med stor vildskab. | Citat |
|       | |       |

Rogers første opgave blev at hjælpe Robert med at fuldende erobringen af Calabrien. Dette projekt havde været i gang næsten lige siden Hauteville-slægten fik grevetitlen i Apulien i 1042. Nu gjorde de to brødre arbejdet færdigt, hjulpet af Rogers kendskab til anvendelsen af de nyeste belejringsmaskiner. På Italiens tåspids faldt Reggio di Calabria i 1060 efter en lang og besværlig belejring, og da citadellet på øen Scilla derefter blev erobret, lå vejen til Sicilien åben. Robert og Roger fejrede erobringen af Calabrien med en aftale fra 1062 om at dele indtægterne fra provinsen mellem sig, så de hver skulle have halvdelen af alle byer og alle borge i Calabrien.
I 1061 indledte de to brødre erobringen af Sicilien, der længe havde været regeret af lokale arabiske fyrster. Messina blev erobret uden de store sværdslag i 1061: Roger og hans mænd gik i land syd for byen i løbet af natten og mødte ingen modstand. Den arabiske styrke var rykket nord for byen for at angribe Roberts tropper, når de gik i land, og Roger kunne indtage byen før det gik op for hans modstandere, hvad der var sket. Tiden var gunstig for angreb, for araberne var i indbyrdes strid, og Robert allierede sig med den oprørske emir Ibn at-Timnah, der kunne støtte ham med tropper og informationer. I de følgende år udvidede brødrene gradvist familiens magt på Sicilien, blandt andet ved at bygge nye borge. Araberne i Nordafrika sendte forstærkninger til øen, men Roger besejrede den talmæssigt overlegne fjendtlige styrke i slaget ved Cerami i 1063. Arabernes hovedby Palermo og deres stærkeste fæstninger kunne dog ikke overvindes på det tidspunkt.
I 1071 vendte brødrene tilbage til Scilien og indledte en belejring af Palermo. I efteråret 1071 lykkedes det deres flåde at nedkæmpe en arabisk undsætningsflåde, og senere trængte den ind i byens havn og ødelagde den sicilianske flåde, så der ikke mere kunne blive tale om at få forsyninger fra søsiden. Byen var delt i to befæstede halvdele, og i januar 1072 lykkedes det Robert at erobre den ene halvdel, hvorefter resten af byen overgav sig. Roger havde været særdeles aktiv i kampene og som tak gav Robert ham store områder på øen (og ret til at erobre videre) og Roger fik titlen som greve af Sicilien, med Robert som sin lensherre. I de følgende år, frem til Roberts død i 1085, var Roger dog ikke i stand til at skaffe de fornødne penge og troppestyrker til en fortsat erobringskrig.
Da Robert døde, måtte Roger hurtigt træde til for at støtte hans søn Roger Borsa mod rivalerne til hertugtitlen. Den mest aktive arabiske leder på Sicilien, emir Ibn al Ward af Siracusa, benyttede hans fravær til at sende sin flåde på plyndringstogt til Calabrien. Rogers svar kom hurtigt. I forsommeren 1086 sendte han en belejringshær til Siracusa og med sin flådestyrke angreb han emirens flåde lige uden for Siracusa. Kampen var tæt, og normannernes nye våben, armbrøsten, forårsagede store tab om bord på de arabiske skibe. Emiren besluttede sig til kamp på tæt hold, men under et forsøg på at komme over på et normannisk skib, faldt han i vandet og druknede. Så opgav araberne, og uden ledelse holdt forsvaret af Siracusa ikke. Byen overgav sig i oktober 1086. Derefter var der kun mindre byer tilbage, og da den sidste, Noto, overgav sig i 1091, var erobringen komplet. Kampagnen på Sicilien havde taget 30 år, og i lange perioder havde grev Roger været i felten med undertallige styrker for at forsvare sine erobringer. Men takket være hans viljestyrke, dygtighed og strategiske begavelse var projektet lykkedes, og tabet af Sicilien blev et alvorligt tilbageslag for arabernes magt i det vestlige Middelhav.

## Regent over Sicilien
Både under arabisk herredømme og i tidligere perioder havde det frugtbare Sicilien leveret masser af fødevarer (specielt korn) til sine ejere. I arabisk tid gik overskudsproduktionen til Nordafrika, og selv om det nu var normannerne, der regerede øen, fandt begge parter hurtigt ud af at genoptage den lukrative handel. Øen Malta var noget af en røverrede og forstyrrede søfarten i det centrale Middelhav, så i 1091 ankom Roger i spidsen for en flåde til øen, og undertvang den. Det gav ro for plyndringer, og i tilgift kunne Roger sole sig i æren af at have befriet flere hundrede kristne fanger. Da korstogene begyndte få år senere, betød den nyvundne fred, at en stor del af skibsfarten fra Europa til det hellige land kom til at gå via Sicilien, og det gjorde både de lokale købmænd og greven rigere. Grevens indtægter blev yderligere forøget, fordi Roger Borsa som tak for støtten i 1085 gav afkald på sin halvpart af udbyttet fra Calabrien, og en ny hjælpeaktion i 1091 betalte han ved at opgive den lukrative halvpart af indtægterne fra Palermo.
Rogers styre af Sicilen var præget af stor religiøs tolerance. Omkring 80 procent af øens befolkning var muslimer, og det var vigtigt for greven, at de fik lov til at dyrke deres tro i fred. Det gav ro på øen, og det arabiske befolkningselement leverede både embedsmænd og soldater til hans styre, samt et væsentligt bidrag til øens økonomi. Men det var også en del af Rogers politik, at han opmuntrede katolske italienere fra fastlandet til at komme til den rige ø. Han ændrede det græsk-katolske bispedømme i Palermo til et romersk-katolsk ærkebispesæde, og oprettede i tilgift flere nye bispedømmer. Hos paven i Rom var denne udvikling naturligvis velset, og da den nyvalgte pave Urban 2. havde svært ved at blive indsat på grund af modstand fra den tyske kejser, var det grev Roger han henvendte sig til, i stedet for den svage hertug Roger Borsa, der ellers på papiret var grevens lensherre. Valget blev gennemført, og som tak blandede pavedømmet sig ikke i Rogers udnævnelse af bisper og abbeder, skønt dette ellers var et af kirkens kardinalpunkter (se investiturstriden).
Grev Roger havde aldrig behov for at oprette len og baronier til riddere, der havde støttet ham, og dermed undgik han mange af de problemer, der hjemsøgte hans slægtninge på fastlandet, hvor der jævnligt var oprørsstemning blandt lensmænd, der følte sig forbigået. Øens sammensatte befolkning af arabere, grækere og italienere stod direkte under grev Roger. Det var ham, der sørgede for deres ve og vel, og der var ingen oprør af betydning i hans regeringstid.
Roger døde i sit 70. år, den 22. juni 1101. Han blev begravet i Calabrien, i byen Mileto, men domkirken fra den tid, S. Trinità, blev ødelagt ved et jordskælv i 1783. Han havde ingen overlevende sønner fra sine første to ægteskaber, så han blev efterfulgt af sønnen Simon fra ægteskabet med Adelaide del Vasto. Grev Rogers placering i det fyrstelige hierarki afspejles også af, at hans datter Emma i en periode var trolovet med den franske konge. Datteren Felicia blev gift med kong Koloman af Ungarn, mens datteren Constance blev gift med den tyske kejsers søn og kronprins Konrad, der på det tidspunkt havde titlen som konge af Italien.

## Efterkommere
```
 ROGER 1. (c.1031 – 1101)
, greve af Sicilien (1062), o=o (1) 1061 Judith af Evreux (1050 – 1076)
     │                                               o=o (2) 1077 Eremberge af Mortain († 1087)
     │                                               o=o (3) 1087 Adelaide del Vasto (1074 – 1118)
     ├─1> Matilde af Hauteville (1062 – 1094) o=o Raimund 4. af Toulouse
     ├─1> Adelicia († 1096), o=o Henry, greve af Monte Sant'Angelo
     ├─1> Emma († 1120), o=o Rudolf Maccabeo, greve af Montescaglioso
     │ 
     ├─2> 
Mauger
, greve af Troina (c.1080 – c.1100)
     ├─2> Busilla (Felicia) (c.1080 – 1102), o=o Koloman, konge af Ungarn 
     ├─2> Constance af Sicilien (c.1080 – 1138), o=o Konrad 2. af Italien 
     ├─2> Iolanda, o=o Robert af Bourgogne 
     ├─2> Judith, o=o Roberto 1. af Bassunvilla   
     │ 
     ├─3> 
SIMON af Sicilien
 (1093 – 1105)
, greve af Sicilien 1101
     ├─3> Matilde af Hauteville (c.1090 – 1119), o=o (2)Rainulf 3. af Alife 
     └─3> 
ROGER 2.
 (1095 – 1154)
, greve (1105) derpå konge af Sicilien (1130)
          │           o=o (1) 1116 Elvira Alfonso af Castillien (1097 – 1135)
          │           o=o (2) 1149 Sibille af Borgogne (1126 – 1150)
          │           o=o (3) 1151 Beatrice af Rethel (c.1135 – 1185)
          │    
          ├─1> 
Roger 3. af Apulien (1118 – 1148)
, hertug af Apulien og Calabrien, (o=o) Bianca af Lecce
          │     └──> 
TANCRED (1138 – 1194)
, greve af Lecce, konge af Sicilien (1189 – 1194), o=o Sibylla af Acerra
          │          ├──> 
Roger 3. af Sicilien (1175 – 1193)
, medkonge af Sicilien 1193, o=o Irene Angelo 
          │          ├──> Costanza, o=o Pietro Ziani, doge af Venezia           
          │          ├──> Valdrada af Hauteville, o=o Jacopo Tiepolo, doge af Venezia
          │          ├──> Maria Albina af Lecce (c.1175 – 1234), grevinde af Lecce, o=o 1200 Gauthier 3. af Brienne
          │          └──> 
WILLIAM 3. (1185 – 1198)
, konge af Sicilien (1194)
          │     
          ├─1> 
Tancred af Hauteville (c.1120 – 1138)
, fyrste af Bari
          ├─1> 
Alfonso af Hauteville (c.1122 – 1144)
, hertug af Napoli
          ├─1> 
VILHELM 1.
 (
den onde
) (1131 – 1166)
, konge af Sicilien (1154 – 1166), o=o Margarita af Navarra
          │    ├──> 
Roger 4. af Apulien (1150 – 1161)
, hertug af Apulien      
          │    ├──> 
VILHELM 2.
 (
den gode
) (1153 – 1189)
, konge af Sicilien (1166 – 1189), o=o 1177 Joan af England (1165-1199)
          │    ├──> 
Henri af Hauteville (1158 – 1172)
, fyrste af 
Capua

          │    └──> Matina, o=o Margarito af Brindisi
          │
          ├─1> Adelicia (c.1130 – ?), o=o Gozzolino af Loreto    
          ├-N> 
Simon af Taranto

          │     
          └─3> 
Constanza af Hauteville
 (1154 – 1198), o=o 
Henrik 6.
 (1165 – 1197) tysk-romersk kejser (1191 – 1197)
               └──> 
Frederik 2.
 (1194 – 1250), tysk-romersk kejser (1212 – 1250)
```